# Cissus silvestris
Cissus silvestris är en vinväxtart som beskrevs av Tchoume. Cissus silvestris ingår i släktet Cissus och familjen vinväxter. Inga underarter finns listade i Catalogue of Life.